# Bulbophyllum laoticum
Bulbophyllum laoticum är en orkidéart som beskrevs av François Gagnepain. Bulbophyllum laoticum ingår i släktet Bulbophyllum och familjen orkidéer.
Artens utbredningsområde är Laos. Inga underarter finns listade i Catalogue of Life.